# ليام هيمسورث
ليام هيمسورث (بالإنجليزية: Liam Hemsworth)‏ ممثل أسترالي ولد 13 يناير 1990 اشتهر بأدواره في سلسلة أفلام مباريات الجوع، ومثلث والمرتزقة 2 ولد ليام في مبلورن ولاية فيكتوريا في أستراليا وهو الشقيق الأصغر لكلا من كريس ولوك هيمسورث وعندما بلغ ثمانية أعوام توجه هو وعائلته إلى جزيرة فيليب وفي عام 2009 غادر هو وشقيقه كريس إلى الولايات المتحدة واستقر بلوس أنجلوس وقد شارك في العديد من الأعمال الأسترالية
```
واعد ليام هيمسوارث المغنية مايلي سايروس أثناء تصوير فيلم الأغنية الأخيرة عام 2009 وانفصلا في منتصف عام 2010, ثم ارتبطا مجدداً واعلنا خطوبتهما في عام 2012 و انفصلا في عام 2013 و رجع إلى مايلي سايروس في أواخر عام 2015
```

## روابط خارجية
- ليام هيمسورث على موقع IMDb (الإنجليزية)
- ليام هيمسورث على موقع ألو سيني (الفرنسية)
- ليام هيمسورث على موقع ميوزك برينز (الإنجليزية)
- ليام هيمسورث على موقع تيرنر كلاسيك موفيز (الإنجليزية)
- ليام هيمسورث على موقع أول موفي (الإنجليزية)
- ليام هيمسورث على موقع بوكس أوفيس موجو (الإنجليزية)
- ليام هيمسورث على موقع قاعدة بيانات الأفلام السويدية (السويدية)
- ليام هيمسورث على موقع إن إن دي بي (الإنجليزية)
- ليام هيمسورث على موقع قاعدة بيانات الفيلم (الإنجليزية)
- ليام هيمسورث على موقع كينوبويسك (الروسية)